# Тральщики типа «Яскулка»
Тральщики типа «Jaskolka» — серия польских тральщиков. Наиболее крупные военные корабли польского флота собственной постройки. Четыре из них («Jaskolka», «Mewa», «Rybitwa», «Czajka») заказаны в 1933 году для замены бывших немецких тральщиков типа FM. Ещё два тральщика («Czapla» и «Zuraw») заказаны в соответствии с программой 1936 года.
Конструкция и оснащения кораблей позволяли им не только действовать в роли тральщиков, но и использовать их для постановки мин и преследования подводных лодок. Хорошие для судов такого размера мореходные качества позволяли им уверенно действовать на Балтике. Существенным недостатком тральщиков было их явно недостаточное вооружение, состоящее из французского универсального орудия устаревшей модели и двух, также устаревших, пулеметов.

## История
Участвовали во Второй мировой войне - Оборона польского побережья (1939), Оборона Хельской косы. «Jaskolka» 8 сентября сбил немецкий бомбардировщик Ju.87.
12 сентября «Jaskolka», «Rybitwa» (?), «Czajka» вели огонь по немецким позициям в городе Рева. В ночь с 12-го на 13-е эти тральщики поставили 60 мин в Гданьском заливе, а 14 сентября обстреляли немецкие позиции в районе Мехелинок.
«Jaskolka» и «Czapla» потоплены германской авиацией 14 сентября 1939 года в Ястрани. Подняты немцами и пущены на слом.
«Mewa» и «Rybitwa» потоплены 3 сентября 1939 года германской авиацией в ВМБ Хель. Подняты немцами в ноябре 1939 года и переименованы в «Putzig» и «Rixhoft». В 1940 году переклассифицированы во вспомогательные суда (учебные и гидрографические суда) и переименованы в TFA-9 и TFA-8 соответственно. В 1940 году переоборудованы в торпедоловы.
«Czajka» захвачен германским войсками в Вестерплятте, вошел в состав Кригсмарине в качестве вспомогательного судна "Westerplatte". Использовался, как учебное и гидрографическое судно. Позднее переименован в  TFA-11. В 1943 году переоборудован в торпедолов.
В немецком флоте первоначально несли 2х1-20-мм орудия.
К концу войны TFA-8, TFA-9, TFA-11 несли 1x4 и 2x2 20-мм/65 орудия. 
В мае 1945 года TFA-8, TFA-9, TFA-11 капитулировали в Киле и в 1946 году возвращены Польше.
«Zuraw» захвачен германскими войсками в октябре 1939 года и под названием «Oxhoft» вошел в состав Кригсмарине в качестве учебного судна. После войны возвращен Польше.
1.08.1951 на тральщике «Zuraw» произошел мятеж. Корабль ушел в Швецию, часть экипажа сошла на берег. 3.08.1951 вернулся в Польшу с оставшимися членами экипажа.

## Список кораблей
| Имя                            | Год закладки | Год спуска       | Достроен     | Статус |
| ------------------------------ | ------------ | ---------------- | ------------ | --- |
| «Jaskolka»                     | 1934         | 11 сентября 1934 | август 1935  | Потоплен германской авиацией 14.9.1939 в Ястрани. |
| «Czajka» "Westerplatte" TFA-11 | 4.1934       | 10 апреля 1935   | февраль 1936 | |
| «Mewa» «Putzig» TFA-9          | 1934         | 10 января 1935   | октябрь 1935 | |
| «Rybitwa» «Rixhoft» TFA-8      | 5.1934       | 26 апреля 1935   | декабрь 1935 | |
| «Czapla»                       | 1937         | 22 августа 1938  | август 1939  | Потоплен германской авиацией 14.9.1939 в Ястрани. |
| «Zuraw» «Oxhoft»               | 1937         | 22 августа 1938  | август 1939  | В 1978 поставлен на прикол в Гдыне. Зимой 1978 – 1979 года под напорами шквального ветра судно оторвалось от причала, и было выброшено на берег в районе Оксывы. 16.07.1981 года бывший тральщик «Zuraw» сняли с камней и отвели в Хель на разборку. |